# Олендри (Підляське воєводство)
Олендри (пол. Olendry) — село в Польщі, у гміні Сім'ятичі Сім'ятицького повіту Підляського воєводства.
Населення — 54 особи (2011).
У 1975-1998 роках село належало до Білостоцького воєводства.

## Демографія
Демографічна структура станом на 31 березня 2011 року:
|          | Загалом | Допрацездатний вік | Працездатний вік | Постпрацездатний вік |
| -------- | ------- | ------------------ | ---------------- | -------------------- |
| Чоловіки | 25      | 1                  | 19               | 5                    |
| Жінки    | 29      | 4                  | 14               | 11                   |
| Разом    | 54      | 5                  | 33               | 16                   |